# Kabinett Saraçoğlu II
Das Kabinett Saraçoğlu II war die 14. Regierung der Türkei, die vom 9. März 1943 bis zum 7. August 1946 von Şükrü Saracoğlu geführt wurde.
Bei der Parlamentswahl am 28. Februar 1943 war nur die Cumhuriyet Halk Partisi zugelassen. Staatspräsident İsmet İnönü beauftragte anschließend den bisherigen Amtsinhaber Şükrü Saracoğlu mit der Regierungsbildung. Mit der  Parlamentswahl am 21. Juli 1946 endete die Amtszeit der Regierung, die noch bis zur Bildung eines neuen Kabinetts geschäftsführend im Amt blieb. Saracoğlu zog sich danach aus gesundheitlichen Gründen aus der aktiven Politik zurück und Recep Peker wurde neuer Ministerpräsident.

## Regierung
| Titel                                          | Name                             | Partei | Amtszeit                                                              |
| ---------------------------------------------- | -------------------------------- | ------ | --------------------------------------------------------------------- |
| Ministerpräsident                              | Şükrü Saracoğlu                  | CHP    |                                                                       |
| Justizminister                                 | Ali Rıza Türel Mümtaz Ökmen      | CHP    | 9. März 1943 – 6. April 1946 6. April 1946 – 7. August 1946           |
| Verteidigungsminister                          | Ali Rıza Artunkal                | CHP    |                                                                       |
| Innenminister                                  | Recep Peker Hilmi Uran           | CHP    | 9. März 1943 – 20. Mai 1943 20. Mai 1943 – 7. August 1946             |
| Außenminister                                  | Numan Menemencioğlu Hasan Saka   | CHP    | 9. März 1943 – 16. Juni 1944 13. September 1944 – 7. August 1946      |
| Finanzminister                                 | Fuat Ağralı Nurullah Esat Sümer  | CHP    | 9. März 1943 – 13. September 1944 13. September 1944 – 7. August 1946 |
| Bildungsminister                               | Hasan Ali Yücel                  | CHP    |                                                                       |
| Minister für öffentliche Arbeiten              | Sırrı Day                        | CHP    |                                                                       |
| Minister für Gesundheit und soziale Sicherheit | Hulusi Alataş Sadi Konuk         | CHP    | 9. März 1943 – 18. Januar 1945 18. Januar 1945 – 7. August 1946       |
| Minister für Zölle und Monopole                | Suat Hayri Ürgüplü Tahsin Coşkun | CHP    | 9. März 1943 – 13. Februar 1946 19. Februar 1946 – 7. August 1946     |
| Verkehrsminister                               | Ali Fuat Cebesoy                 | CHP    |                                                                       |
| Wirtschaftsminister                            | Fuat Sirmen                      | CHP    |                                                                       |
| Handelsminister                                | Calal Sait Siren Raif Karadeniz  | CHP    | 9. März 1943 – 31. Mai 1945 31. Mai 1945 – 7. August 1946             |
| Landwirtschaftsminister                        | Raşit Şevket Hatiboğlu           | CHP    |                                                                       |
| Arbeitsminister                                | Sadi Irmak                       | CHP    |                                                                       |